# Сухламу
Сухламу (на акадски: 𒆤𒆷𒀀𒈬 или Suḫ4-la-a-mu) е четвърти цар на Асирия, от династията на „17 царе, които живели в палатки“. Той наследява трона от Янги. Управлява в периода 2374 – 2361 пр.н.е.